# Ekenhaga
Ekenhaga är ett villaområde i nordvästra delen av Värnamo i Värnamo kommun i Jönköpings län.
Området klassades 2015 som en småort och 2018 efter ökning av antalet invånare som en tätort för att 2023 klassas som en del av tätorten Värnamo. 

## Befolkningsutveckling
| Befolkningsutvecklingen i Ekenhaga 2010–2020 | Befolkningsutvecklingen i Ekenhaga 2010–2020 | Befolkningsutvecklingen i Ekenhaga 2010–2020 | Befolkningsutvecklingen i Ekenhaga 2010–2020 | Befolkningsutvecklingen i Ekenhaga 2010–2020 |
| -------------------------------------------- | -------------------------------------------- | -------------------------------------------- | -------------------------------------------- | -------------------------------------------- |
|                                              |                                              |                                              |                                              |                                              |
| År                                           |                                              |                                              | Folkmängd                                    | Areal (ha)                                   |
| 2010                                         | 2010                                         |                                              | 82                                           | 5#                                           |
| 2015                                         | 2015                                         |                                              | 141                                          | 18#                                          |
| 2020                                         | 2020                                         |                                              | 220                                          | 20                                           |
| Anm.: # Som småort.                          |                                              |                                              |                                              |                                              |